# Abaza Siyavuş Pacha I
Abaza Siyavuş Pacha I (mort le 25 avril 1656 à Constantinople) est un homme d'État ottoman nommé Grand vizir. L'index I attribué à son nom dans l'historiographie est destiné à le distinguer de son homonyme mieux connu Abaza Siyavuş Pacha II, qui occupe également la fonction de Grand vizir de 1687 à 1688.

## Biographie
D'origine Abazine c'est un valet de Abaza Mehmed, chef de la révolte de Abaza contre l'Empire ottoman sous les sultans Moustapha Ier et Murat IV. Après l'exécution de son maître, il entre au service du palais impérial à Constantinople. En 1638, il devient vizir, et en 1640, il est nommé Kapudan Pacha c'est-à-dire Amiral de la flotte. En 1642, on lui confie la reconquête d'Azov contre les Cosaques, mais il échoue. Il est chargé de diverses fonctions comme gouverneur de cités dont Erzurum, Diyarbakır dans l'est de l'Anatolie et de Silistra dans l'actuelle Bulgarie). Le 21 août 1651, il est promu Grand vizir à la suite d'une révolte de commerçants à Constantinople. Le 27 septembre, un peu plus d'un mois après sa nomination il est démis de sa fonction. Il est alors nommé gouverneur de Bosnie. Alors que Abaza Siyavuş Pacha est de nouveau nommé à la fonction de grand vizir le 5 mars 1656, il meurt peu après le 25 avril.

## Source de la traduction
- (en) Cet article est partiellement ou en totalité issu de l’article de Wikipédia en anglais intitulé « Abaza Siyavuş Pasha I » (voir la liste des auteurs).